# エモニ・ナラワ
エモニ・ナラワ（Emoni Narawa、1999年7月13日 - ）は、スーパーラグビー・パシフィックチーフスに所属するラグビーユニオン選手。

## プロフィール
- フィジー・スバ出身[1]。
- ポジションはウィング(WTB)、フルバック(FB)。
- 身長 184cm、体重 98kg
- ニュージーランド代表キャップは3（2024年2月現在）でラグビーワールドカップ2023のニュージーランド代表に選ばれた[2]。

## 略歴
ベイ・オブ・プレンティ、ブルーズを経て、2021年、チーフスに加入。